# 하나 헤이즈
호나 헤이스(Hana Hayes, 영어 발음: /ˈhɒnə/, 1999년 3월 29일 ~ )는 미국의 배우이다.
투손에서 태어났다.

## 출연 작품
- 투 더 본 (2017년)
- 인시디어스4: 라스트 키 (2017년) - 10대 엘리스 역
- 더 데이: 최후의 심판 (2016년)
- 스톡홀름, 펜실베이니아 (2015년)

### 텔레비전
- 더 그라인더 (2015년)